# Vidalasia morindifolia
Vidalasia morindifolia là một loài thực vật có hoa trong họ Thiến thảo. Loài này được (Elmer) Tirveng. miêu tả khoa học đầu tiên năm 1998.